# Miniatuurketen

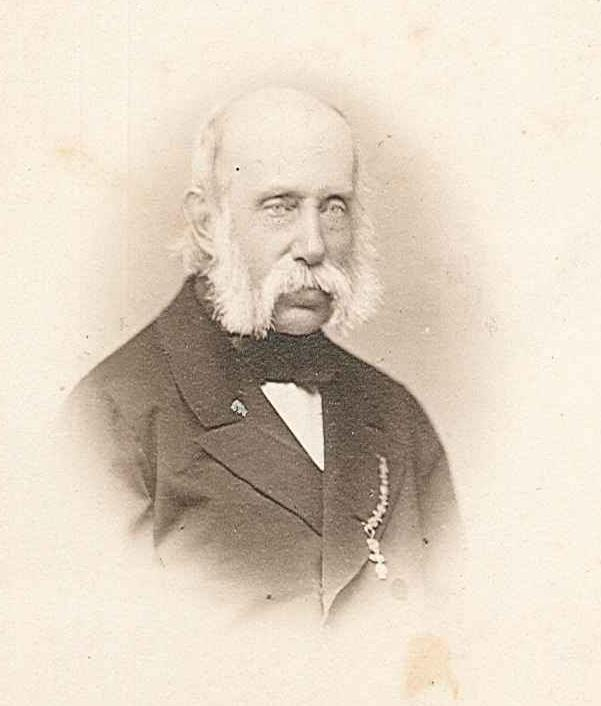
Aartshertog Frans Karel van Oostenrijk met de miniatuur van de keten van de Orde van het Gulden Vlies

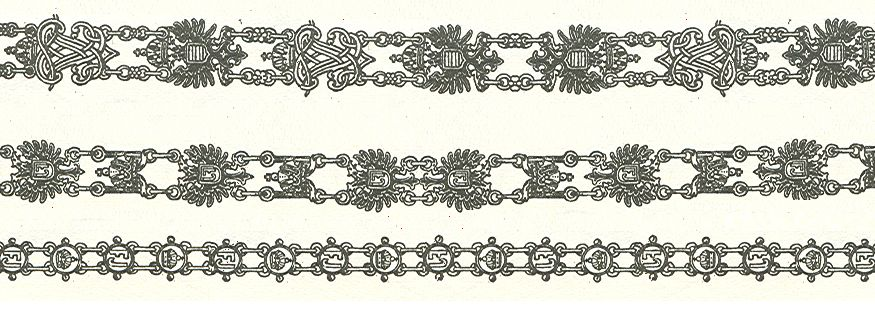
De drie ketens van de Frans Jozef-Orde

Bij informele gelegenheden werden in de 19e eeuw op burgerkleding ook miniatuurketens gedragen. Dergelijke ketens waren sterk verkleinde uitvoeringen van de ordeketens zoals die door een Grootkruis of Ridder werden gedragen. Dergelijke ketens werden op het vest of vanuit een knoopsgat op het revers gedragen. Bij de Oostenrijks-Hongaarse orden zoals de Orde van het Gulden Vlies, de Leopoldsorde en de Orde van de Heilige Stefanus was er niet in een officieel vastgestelde model van dit miniatuurketen voorzien, bij de Frans Jozef-Orde was het wel het geval. Daar droegen de grootkruisen, commandeurs en ridders drie afhankelijk van hun rang meer of minder kostbaar uitgevoerde miniatuurketens. 
Aan een miniatuurketen werden een of meerdere miniaturen van kruisen, sterren en medailles gedragen.
Men ziet deze kleine ketenen vooral in Oostenrijk en Pruisen. Ze werden meestal als particuliere opdracht door juweliers vervaardigd want ze behoren niet tot de officiële onderscheidingstekens.